# 카로빌리
카로빌리(이탈리아어: Carovilli)는 이탈리아 몰리세주 이세르니아도의 코무네다. 캄포바소로부터 북서쪽 35km 이세르니아 북동쪽 14km 거리에 있다.